# Chemin de Fer Industriel
De Chemin de Fer Industriel (Industriespoorweg), voluit Chemin de Fer Industriel du Port de Vilvorde et Extensions is een Belgische privé-vervoersmaatschappij, gesticht in 1908, die tot doel had de industrie langs het kanaal Brussel-Rupel (toen nog de Willebroekse Vaart) in Vilvoorde via het spoor te verbinden met het net van de Belgische Staatsspoorwegen om zo de industriële ontwikkeling ten noorden van Brussel te bevorderen. Het bedrijf werd in 1908 opgericht door de Vilvoordse industriëlen Daniel Campion en Hauwaert. De klanten bevonden zich voornamelijk in Vilvoorde (en Machelen), met een focus op het Zeekanaal Brussel-Rupel. In 1996 was de C.F.I de laatste spoorconcessiehouder van België. De laatste activiteiten werden gestaakt in 1996 toen C.F.I. haar laatste klant verloor. Het bedrijf met zetel in het centrum van Brussel bestaat echter nog steeds.

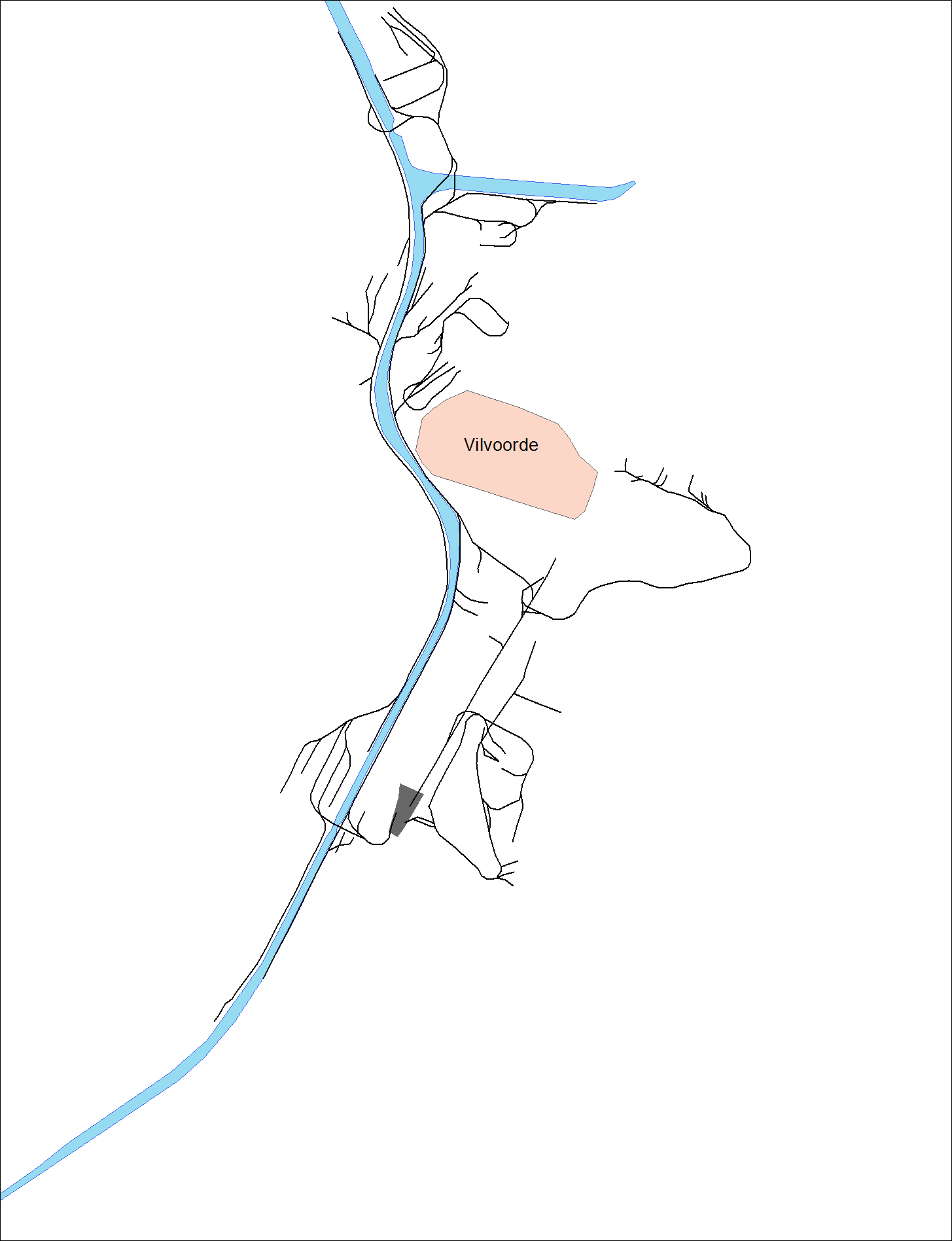
Maximale uitbreiding van het netwerk van de Chemin de Fer Industriel

## Infrastructuur

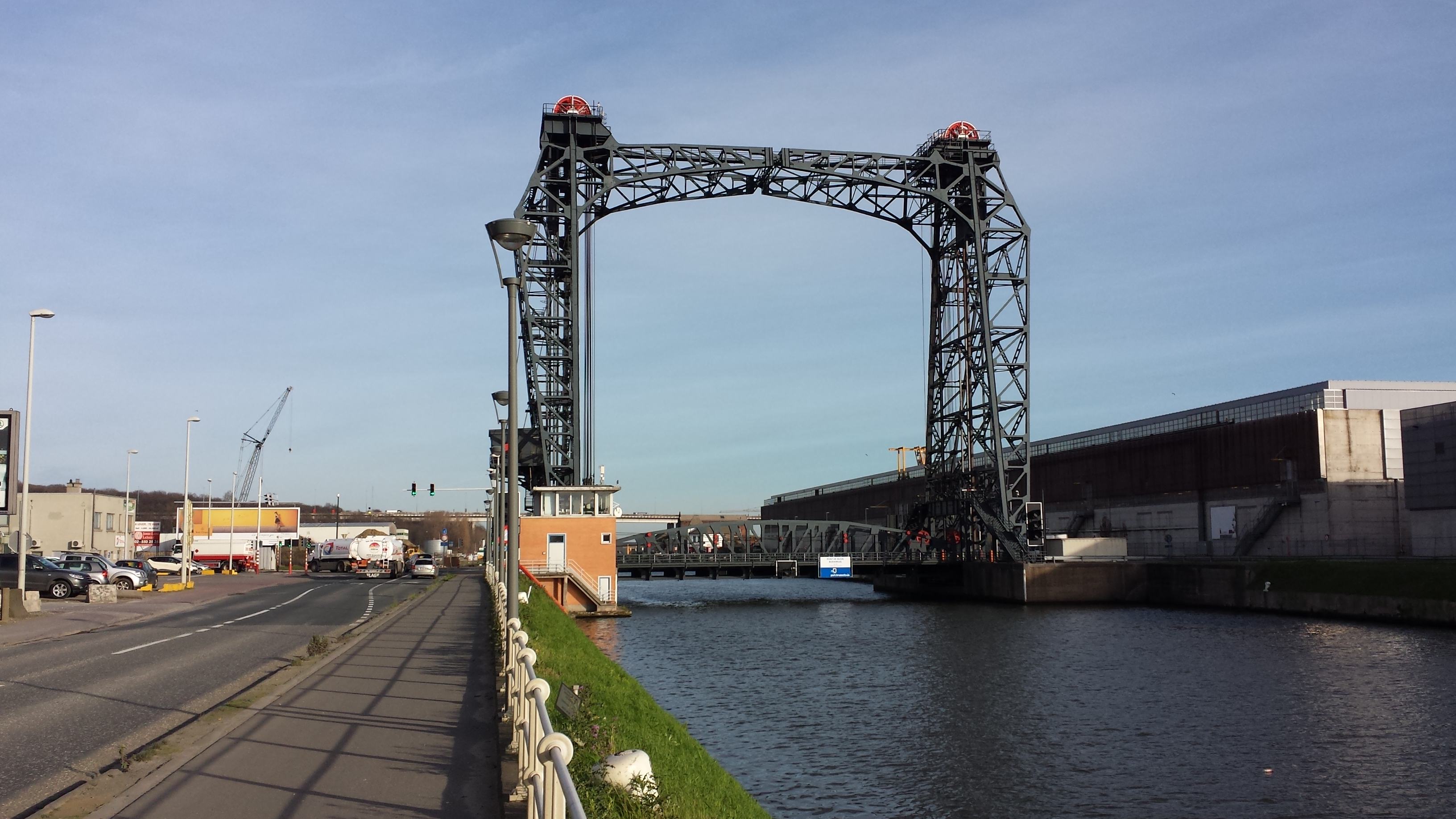
De Budabrug, in 1955 gebouwd om de industriegebieden op de linkeroever te verbinden met het spoorwegennet

De C.F.I. voerde het transport van wagons uit met eigen locomotieven op het eigen netwerk, voor de rekening van de klant. De verbinding met het publieke spoorwegennet gebeurde in het station Buda, nabij het Vormingsstation Schaarbeek, waar de locomotieven van de C.F.I. hun wagons uitwisselden met die van de NMBS. De C.F.I. had haar kantoren, stelplaats en onderhoudsplaatsen ondergebracht in Haren-Buda, naast de Budabrug (nu het waterzuiveringsstation Brussel-Noord). Om deze reden werd de C.F.I. ook wel voluit geschreven als de Chemin de Fer Industriel de Haren.
Het netwerk spreidde zich uit over het grondgebied van Haren, Neder-Over-Heembeek, Vilvoorde, Machelen en Grimbergen. Het net bestond uit enkel spoor met vele uitwijkmogelijkheden om het kruisen toe te laten. Er waren twee bruggen waar het kanaal kon worden overgestoken: één bij Haren-Buda en de Verbrande Brug.
Om de linkeroever van het kanaal te bedienen bouwde de CFI in 1931 een brug ter hoogte van de Cokeries de Marly. Deze brug werd in mei 1940 vernield door de Engelsen. Ook de Verbrande Brug werd in 1940 vernield. De NMBS verving de oude CFI-brug bij Buda door een tijdelijke brug, die in 1951 beschadigd raakte. In 1955 werd de huidige Budabrug ingehuldigd. Op dat moment dient de brug enkel voor de C.F.I., pas later wordt er ook autoverkeer op toegelaten.
Als privébedrijf kon de C.F.I. anderen niet onteigenen om er haar sporen aan te leggen. Hierdoor werd het netwerk gekenmerkt door korte boogstralen (tot 75 meter) en liep de spoorweg vaak over openbaar domein. Op het openbaar domein was de snelheid beperkt tot 15 km/h. De spoorweg was geschikt voor een lading van 15 ton per as, wat het de facto ontoegankelijk maakte voor locomotieven van het reguliere spoornet.
C.F.I. beschikte over een stel- en werkplaats in de industriezone 'Marly' in Neder-Over-Heembeek, nabij de Cokeries de Marly.
Op zijn hoogtepunt, rond 1947 gaf de C.F.I. werk aan een honderdtal werknemers en telde zij meer dan 200 klanten, actief in verschillende takken van de industrie:
- Drie cokesfabrieken:
  - Cokeries de Marly
  - Forges de Clabecq
  - Cokeries du Brabant
- Brandstofopslagplaatsen
- Maalderijen, waaronder die van Molens Drie Fonteinen in het Vilvoordse gehucht Drie Fonteinen
- Handelaars in bouwmateriaal
- Autoassemblagefabrieken zoals Renault Vilvoorde
- Fobrux Haren
- Bedrijvencentrum L'Industrielle

## Materieel
In 1949 beschikte de C.F.I. over acht stoomlocomotieven, voornamelijk met drie assen. In 1960 worden zes industriële locomotieven (Type 'Serie 90') overgekocht van Cockerill. In de jaren 80 worden er nog eens drie locomotieven van 40 ton overgekocht van Cockerill. Na het beëindigen van de activiteiten worden de locomotieven in de periode 1996-1999 terug verkocht.

## Tijdslijn
- Rond 1931 bedraagt de lengte van het spoornet 32 kilometer.
- In 1931 wordt de Budabrug gebouwd. Hiervoor kon de westelijke kanaaloever enkel bereikt worden over de Verbrande Brug.
- In 1935 wordt een spoorverbinding aangelegd tussen het C.F.I.-net bij de nieuwe Budabrug en de terreinen van de Wereldtentoonstelling van 1935 op de Heizel via Het Voor. De huidige Sint-Annalaan in Strombeek werd later aangelegd op dit tracé.
- In 1940 worden én de Budabrug én de Verbrande Brug vernield.
- Tijdens de Tweede Wereldoorlog dient de C.F.I verschillende opdrachten uit te voeren voor de Duitse bezetter. Vaak wordt het bedrijf hier niet voor vergoed. Door bevoorradingsmoeilijkheden is het tijdens de oorlog moeilijk om het rollend materieel en het spoornet te onderhouden.
- Kort na de Tweede Wereldoorlog bediende de privéspoorwegmaatschappij niet minder dan 250 industriële klanten in het uitgestrekte industriegebied ten noorden van Brussel (vooral Vilvoorde) met op hoogdagen zo'n 800 tot 900 goederenwagens per dag. In 1947 werden 124.864 wagons vervoerd.[2]
- Na de oorlog werden de tarieven per kilometer door een Koninklijk Besluit geplafonneerd op 240% van de vooroorlogse tarieven. Deze tarieven dekken echter niet volledig de kosten en in 1949 komt het bedrijf paradoxaal in de problemen door de sterk gestegen activiteiten (en dus vervoersvraag) bij haar klanten.
- In de jaren 50 bedraagt de lengte van het spoornet ongeveer 50 kilometer en beschikt de C.F.I. over acht eigen locomotieven[3]. Een nieuwe Budabrug wordt al in 1955 ingehuldigd, maar voor de bouw van de huidige Verbrande Brug is het wachten tot 1968.
- In de jaren 70 moet de C.F.I. sterk inkrimpen wegens sterke concurrentie van het vervoer over de weg (begin jaren 70 wordt het Belgische autosnelwegennet sterk uitgebreid). In 1973 blijft er nog slechts 40 kilometer spoor over. Een honderdtal klanten, voornamelijk de kleinere en die gelegen in woongebied ruilden de C.F.I. in voor vervoer per vrachtwagen. In de jaren 70 krimpt het net van de C.F.I. tot 32 kilometer. Tegen 1977 is de lijn op de westelijke vaartdijk (behalve de aansluiting van de Cokeries de Marly), de sporen bij de Cokeries du Brabant (gesloten in 1969) en de verbinding over de Verbrande Brug verdwenen.
- Voornamelijk dankzij zijn grootste klanten kan de C.F.I. in 1973 nog gemiddeld 400 wagons per dag vervoeren.[4] Twee belangrijke klanten zijn Renault Vilvoorde met vijftig wagons per dag en de cokesfabrieken van Marly en Clabecq (150 wagons per dag). Voor Renault werden de onderdelen bezorgd per trein van de C.F.I. en werden de afgewerkte auto's vervoerd door de NMBS. De cokesfabrieken voerden hun steenkool aan per boot en verzonden de cokes per trein naar hun klanten. De cokesfabrieken beëindigen hun activiteiten in 1986 (Clabecq) en 1993 (Marly).
- Begin jaren 80 bleven er slechts een tachtigtal firma's aangesloten, maar die waren nog steeds goed voor 800 tot 900 wagons per dag.[bron?]

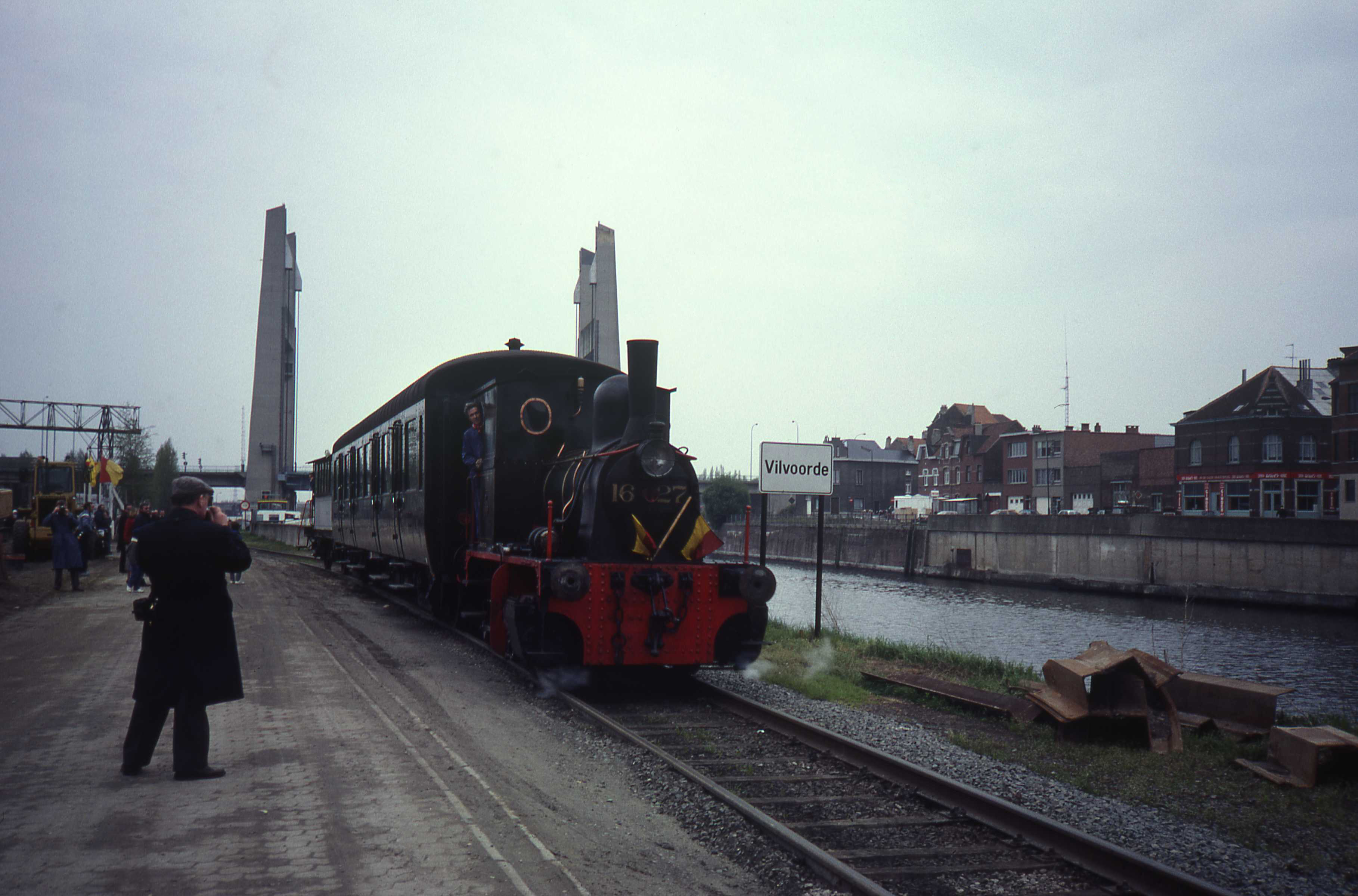
Stoomtrein van de MSTB in Vilvoorde langs het kanaal

- Tussen 1980 en 1991 werd een deel van de spoorweg gebruikt door een toeristisch treintje van de MSTB. De overeenkomst met de MSTB werd in 1995 definitief beëindigd.
- Locomotief nr. 10 (Cockerill 4334 uit 1981) sleepte op 3 juli 1996 de laatste CFI-trein. Het betrof een lege kolentrein, afkomstig van de elektriciteitscentrale Electrabel (voorheen Interbrabant). Bij deze verdween een stuk Belgische spoorweggeschiedenis van de rails...[5]

## Onderneming
- Belgisch Ondernemingsnummer: 0402.598.203
- Maatschappelijke zetel: Koningstraat 97/1, 1000 Brussel.

## Galerij

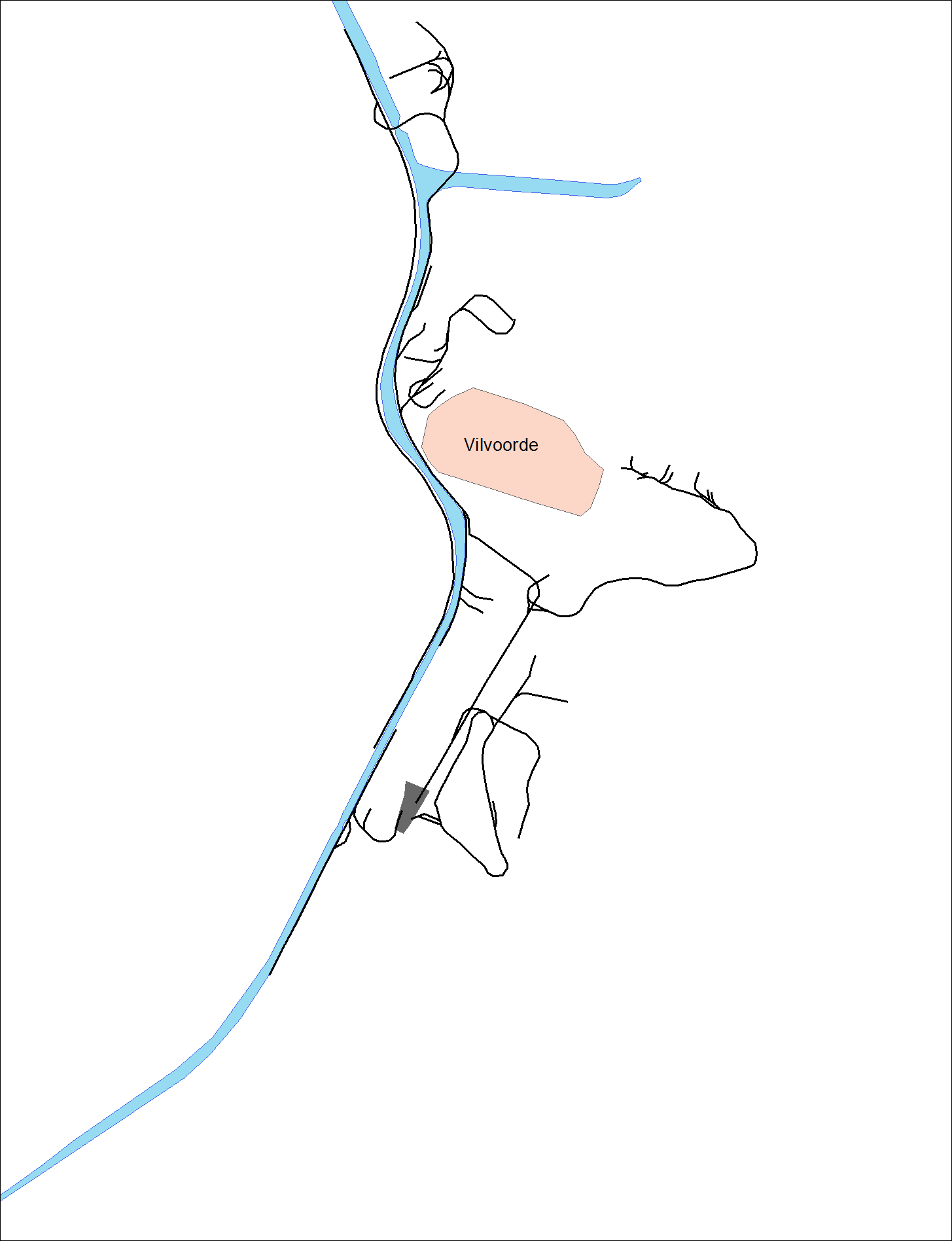
Netwerk in het begin van de jaren 30
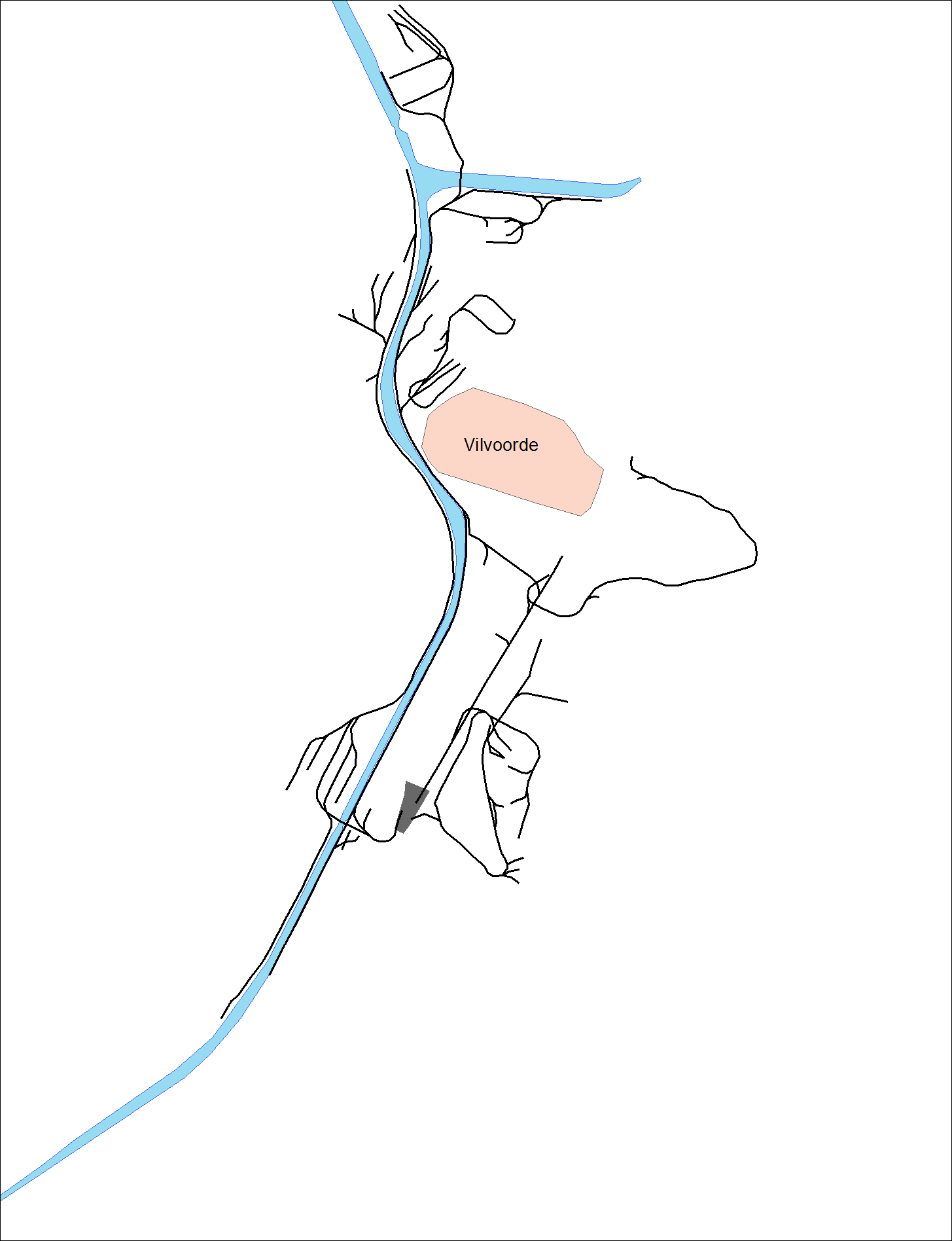
Netwerk tijdens de jaren 50
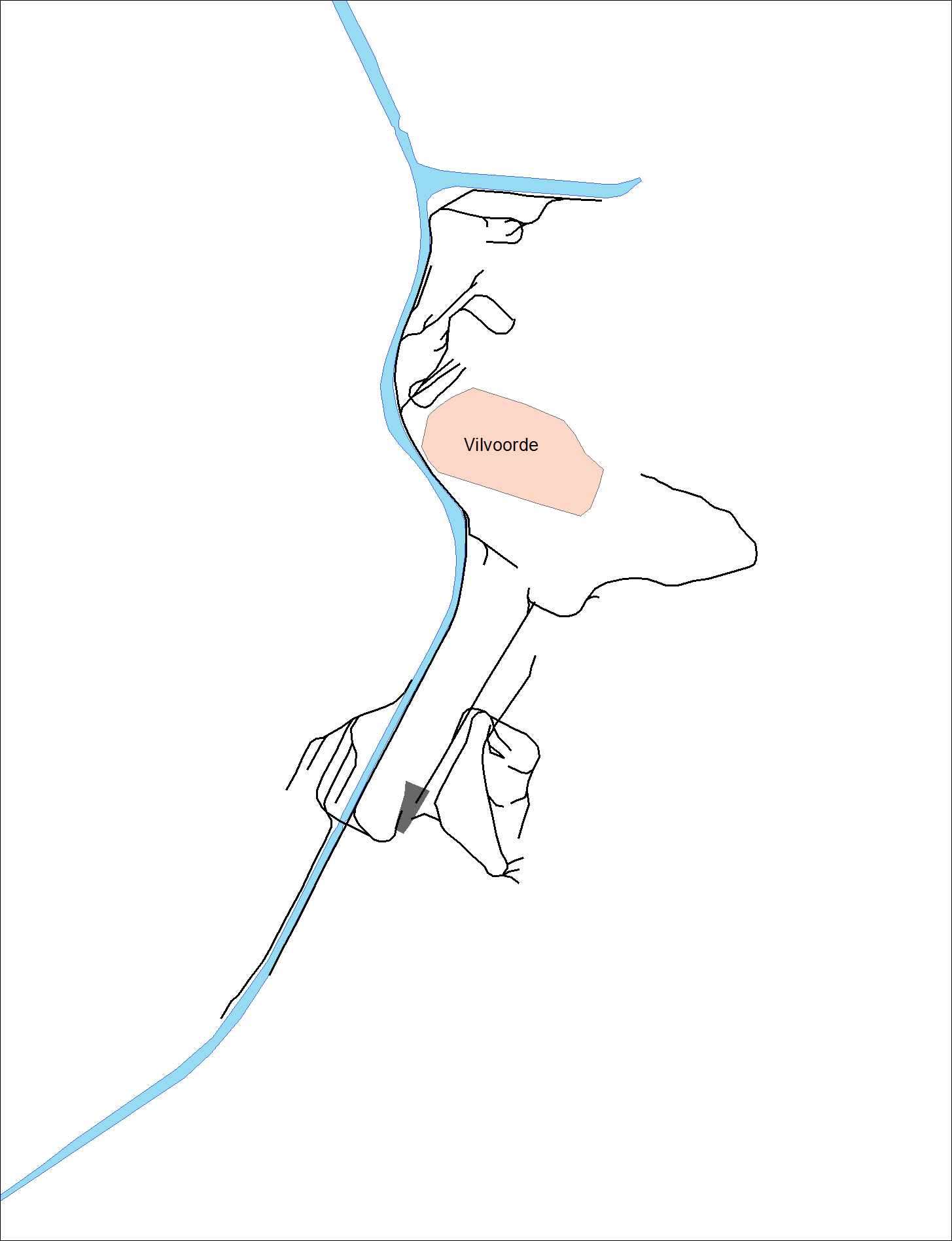
Netwerk tijdens de jaren 70
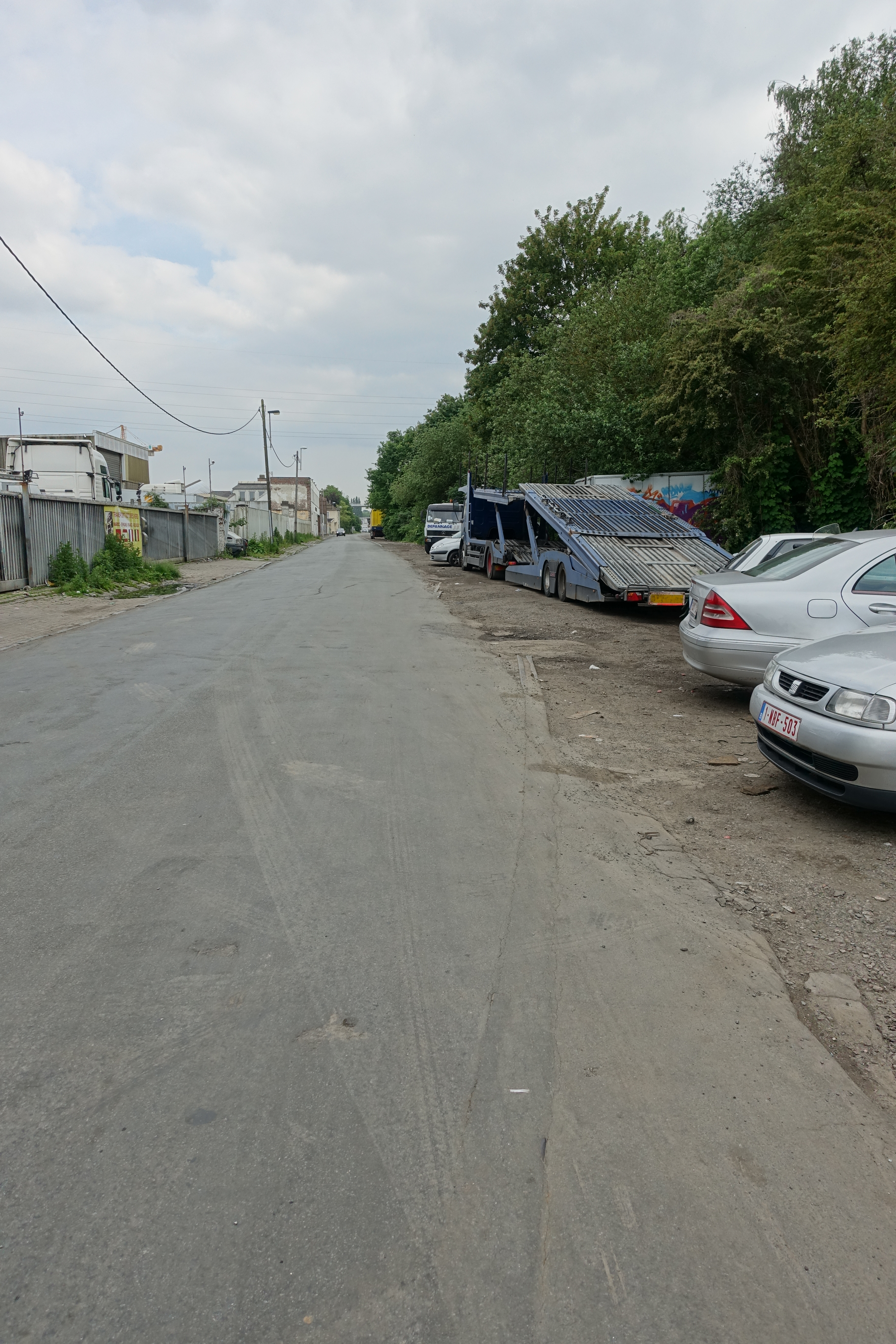
De Rittwegerlaan in Machelen met sporen van spoorwegrails onder het asfalt. (inmiddels verdwenen)
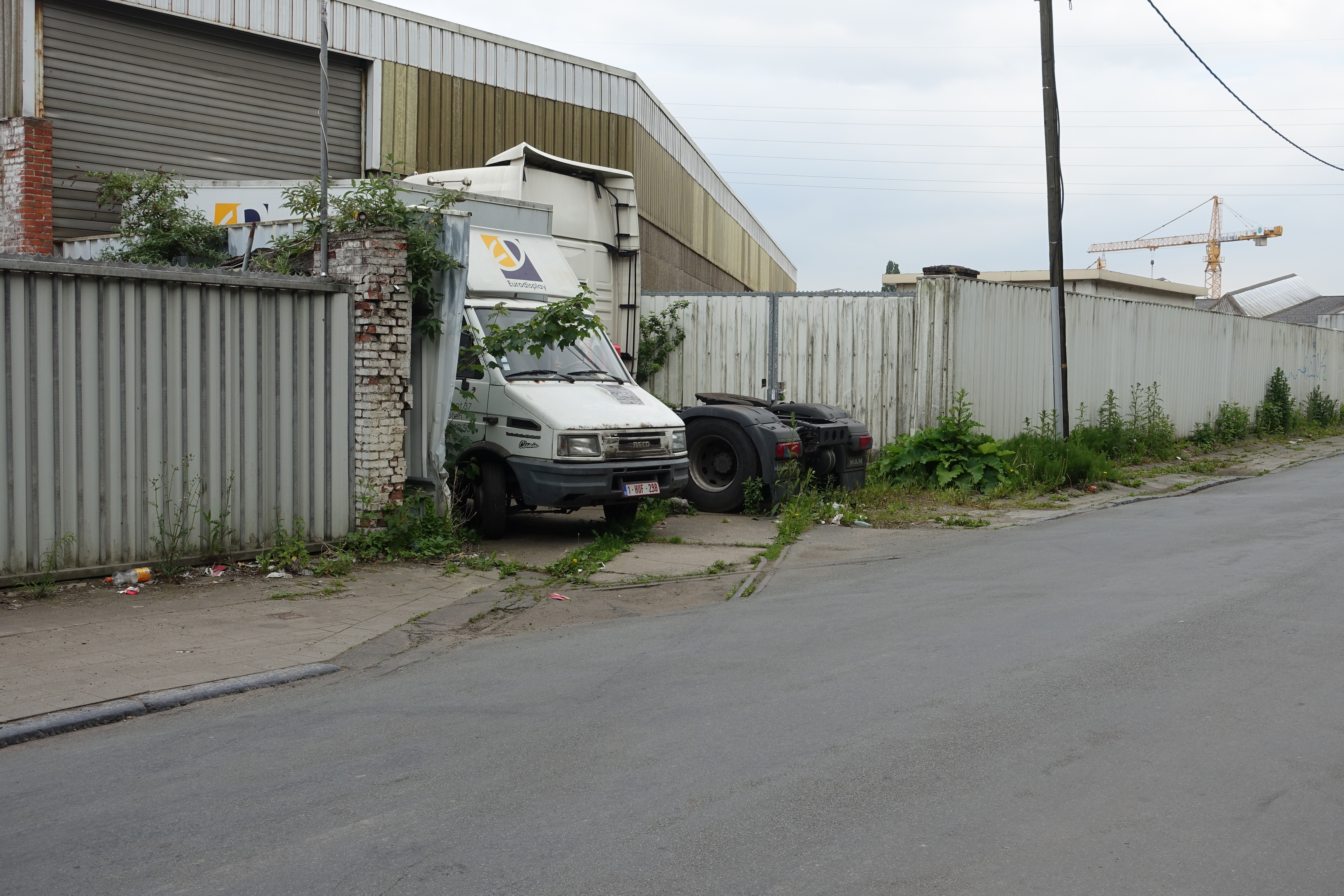
Restanten van industrietoegang van de CFI in de Rittwegerlaan (Machelen)(nu verdwenen)
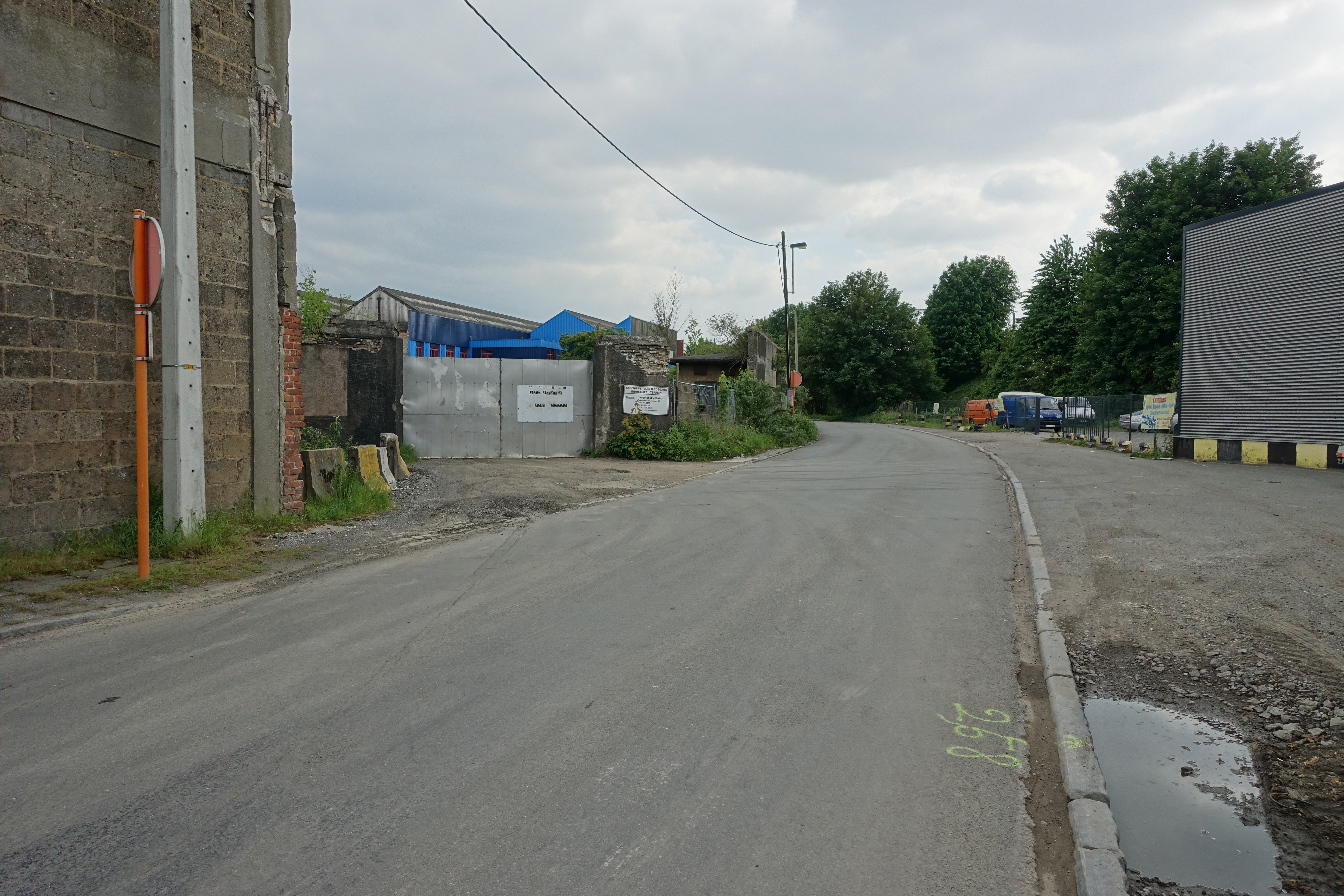
Uplace-site in Machelen, de poort staat nog steeds schuin op de straat, d.i. loodrecht op de voormalige spoorwegtoegang. In 2022 is de rails nog te zien; de rest, links, is verdwenen.
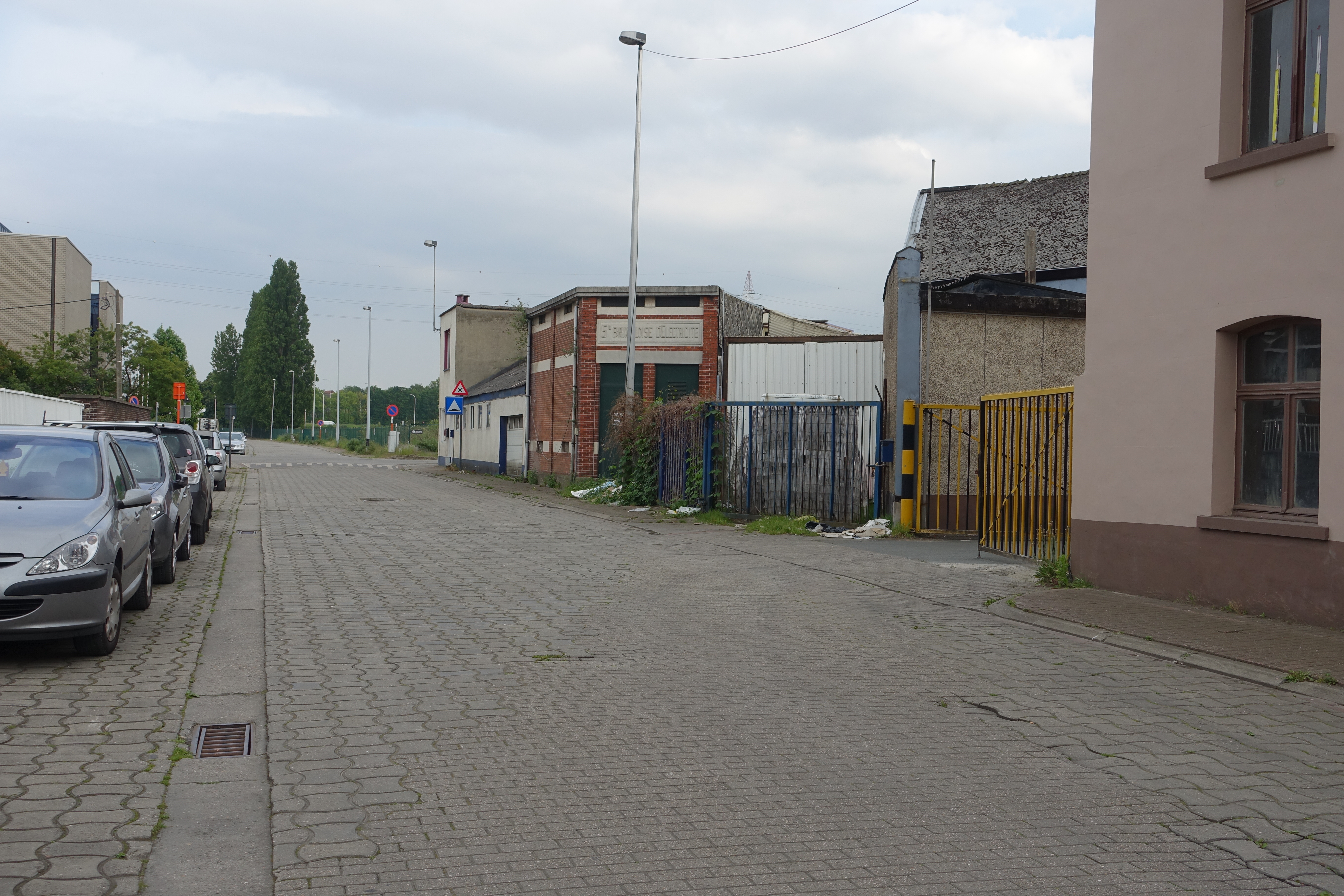
Het CFI-spoor sneed het kruispunt Rittwegerlaan - Nieuwbruglaan af via een spoorbocht. Huidige bebouwing is nog steeds aangepast aan het oude tracé. In 2022 nog waarneembaar vanuit de lucht.
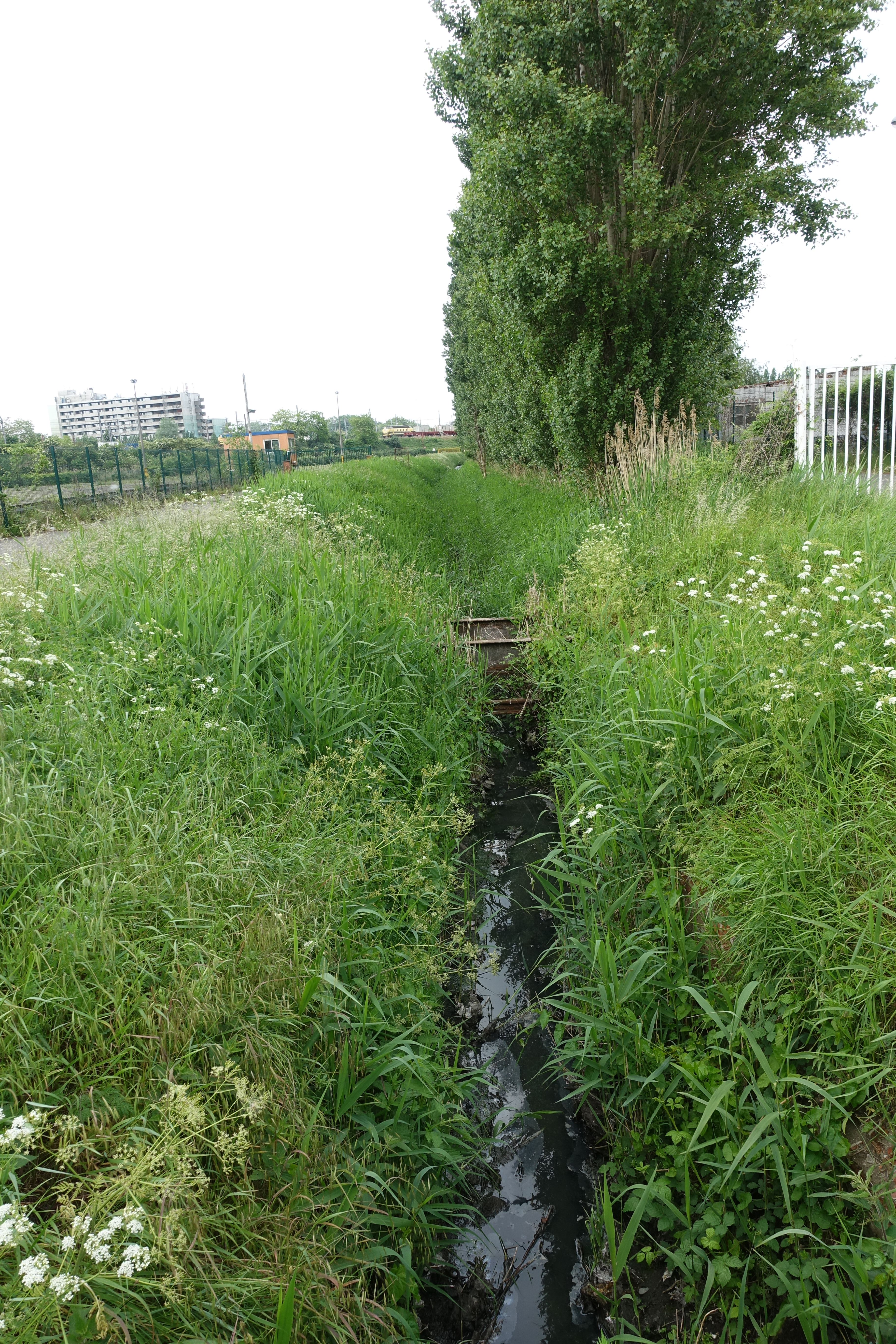
Restanten van een CFI-brug in Machelen gebruikt voor de bediening van de Vilvoordse industrie tussen de Leuvensesteenweg en de huidige Luchthavenlaan.
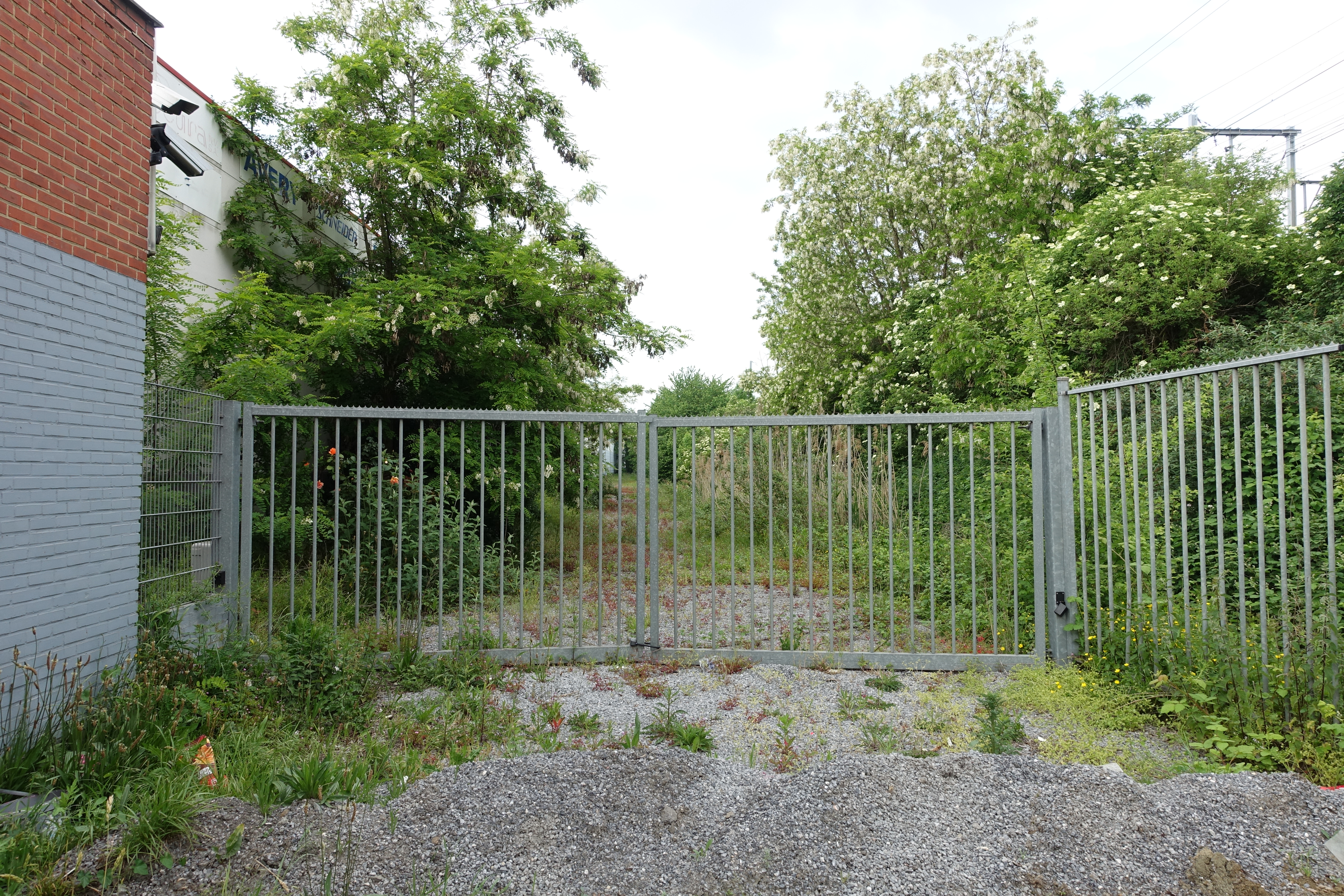
Voormalige CFI-bedding ten westen van spoorlijn 25 bij de kruising met de Machelenstraat in Vilvoorde